# Evelyn Windsor-Aubrey
Evelyn Windsor-Aubrey (* um 1920) ist eine englische Badmintonspielerin. 

## Karriere
Evelyn Windsor-Aubrey siegte 1949 und 1950 sowohl bei den Middlesex Championships als auch bei den Wimbledon Open. 1947 und 1948 stand sie im Hauptfeld der All England. Bei den French Open 1949 wurde sie Zweite im Damendoppel.

## Sportliche Erfolge
| Saison | Veranstaltung           | Disziplin   | Platz | Name                             |
| ------ | ----------------------- | ----------- | ----- | -------------------------------- |
| 1949   | Middlesex Championships | Mixed       | 1     | David Choong / E. Windsor-Aubrey |
| 1949   | Wimbledon Open          | Mixed       | 1     | David Choong / E. Windsor-Aubrey |
| 1950   | Wimbledon Open          | Mixed       | 1     | David Choong / E. Windsor-Aubrey |
| 1950   | Middlesex Championships | Mixed       | 1     | David Choong / E. Windsor-Aubrey |
| 1950   | Middlesex Championships | Damendoppel | 1     | Esmé Andrews / E. Windsor-Aubrey |